# قانون الحروف السوداء
في النظم القانونية للقانون العام تعد قوانين الحروف السوداء القواعد القانونيه الراسخة التي لم تعد خاضعة للنزاع المسؤول. ومن الامثلة على ذلك «قانون الحروف السوداء» الذي يتطلب صياغة العقد النظر فيه أو «قانون الحروف السوداء» الذي يتطلب تسجيل علامة تجارية استخدامه بصورة ثابتة في سياق التجارة. يمكن ان يتعارض قانون الحروف السوداء مع النظرية القانونية أو القضايا القانونية غير المستقرة.

## التاريخ ودراسة المسببات
في قضية عام 1831 في المحكمة العليا الأمريكية، جاكسون السابق، وقد استخدمت عبارة "الحروف السوداء":"" في قضية برادستريت ضد هنتنغتون: "نادرا ما تحتوي قضية في عصرنا كثيرا من الرسالة السوداء؛ ولكن مسار القرارات في نيويورك يجعل ذلك امرا لا مفر منه...'.استخدمت عبارة "قانون الحروف السوداء" في قضية المحكمة العليا في بنسلفانيا ناغل ضد إنغرسول، 7 باسكال 185 (1847). هذه العبارة لا تأتي من الارتباط مع قاموس قانون الأسود، الذي نشر لأول مرة في عام 1891. بدلاً من ذلك، فإنه يفترض أن يشير إلى ممارسة وضع كتب قانونية واستشهاد سوابق قانونية من نوع الحرف الأسود، وهو التقليد الذي ظل قائماً بعد فترة طويلة من التحول إلى نص روماني ومائل لأعمال مطبوعة أخرى. وتشير العبارة بالتأكيد إلى تقطير القانون العام إلى مبادئ قانونية عامة ومقبولة. ويمكن ملاحظة ذلك في الاقتباس الوارد أعلاه من المحكمة العليا حيث تلاحظ المحكمة أنه في حين أن قانون الحروف السوداء واضح، فإن سابقة نيويورك تنحرف عن المبادئ العامة.
وفي القانون العام، يشمل المبدأ القانوني غير الرسمي للحرف الأسود المبادئ الأساسية للقانون التي تقبلها المحاكم عموما و/أو تتجسد في النظام الأساسي لولاية قضائية معينة. النظام الأساسي لولاية قضائية معينة نص القانون هو تنفيذه الفعلي، مما يدل على أن قوانين الحروف السوداء هي تلك القوانين، أو القواعد، أو القوانين، أو الأحكام، وما إلى ذلك، التي تم كتابتها أو تدوينها أو الإشارة إليها في مكان ما في النصوص القانونية على مر تاريخ قانون معين للدولة. وهذه هي الحال في كثير من الأحيان بالنسبة للعديد من السوابق التي تم وضعها في القانون العام. ومن أمثلة هذه الدولة في إطار اختصاص القانون العام، واستخدام المبدأ القانوني للحرف الأسود كندا. كندا هي دولة ملكية، مع جذورها المستثمرة في إنجلترا الاستعمارية، وقانون الحروف السوداء هو مبادئ القانون التي تقبلها غالبية القضاة في معظم المقاطعات والأقاليم. في بعض الأحيان يشار إلى هذا باسم «قانون كتاب القرن» بمعنى أطروحة أو كتاب مدرسي، وغالبا ما يتم الاعتماد عليها على أنها موثوقة ومختصة، ومقبولة عموما في مجال القانون الكندي.إن القانون الخاص بالمحاماة أو قانون كتاب الحروف السوداء هو مبدأ قانوني أساسي ومقبول بشكل جيد لا يتطلب أي تفسير آخر، لأن الكتاب الأساسي هو مبدأ أساسي. والقانون هو القاعدة التي تنص على أن المبدأ أو الحكم أو المراجع أو الاستدلال أو الملاحظة وما إلى ذلك قد لا يتطلب مزيدا من التوضيح أو التعريف عندما يتبين من طبيعة هذه المبادئ ذاتها أنها أساسية وابتدائية.

## عبارات مماثلة
وهذه العبارة تكاد تكون مرادفة لعبارة «قانون كتاب القرن» وهناك عدد من المصادر القانونية المبجلة التي تنتقى إلى القانون العام بشأن مواضيع مختلفة تعرف باسم «إعادة صياغة القانون» والعناوين المحددة هي «إعادة صياغة (أولا) العقود» أو «إعادة صياغة الوكالة» وما إلى ذلك. وينقسم كل مجلد من هذه المجلدات إلى أقسام تبدأ بنص بالخط العريض يلخص قاعدة أساسية بشأن جانب من جوانب قانون.